# Csisztoozjornoje
Csisztoozjornoje (oroszul: Чистоозерное) városi jellegű település Oroszország ázsiai részén, a Novoszibirszki területen; a Csisztoozjornojei járás székhelye.
Népessége: 6429 fő (a 2010. évi népszámláláskor).

## Elhelyezkedése
Novoszibirszktől délnyugatra, a Baraba-alföldön, a Csani-tó nyugati partjától 12 km-re helyezkedik el, kb. 60 km-re Kazahsztán határától. Kisebb állomás a Tatarszk–Karaszuk közötti vasútvonalon.     
A Csisztoje-tó ('Tiszta-tó') partján keletkezett 1913-ban. Környékén sok kisebb tó található, néhány közülük gyógyhatású iszapjáról híres.

## Népessége
| Lakosok száma | 7254 | 8191 | 6791 | 6272 | 6180 | 6040 | 5816 | 5628 | 5415 | 5371 |
|               | 1970 | 1989 | 2002 | 2009 | 2012 | 2013 | 2015 | 2017 | 2019 | 2021 |